# سلامة الخفاجي
سلامة حسون الخفاجي طبيبة أسنان وعضوة سابقة في مجلس الحكم العراقي، شغلت المنصب بعد مقتل عقيلة الهاشمي في 25 أيلول 2003، وكذلك عضوة سابقة في البرلمان العراقي عن قائمة الائتلاف العراقي الوطني ولدت في بغداد.
نجت من محاول اغتيال قتل فيها ابنها في اليوسفية في أيار 2004.
زوجها هو الشيخ فاتح كاشف الغطاء، شغل عضوا مناوبا لها في مجلس الحكم.
عملت أستاذة في كلية طب الأسنان في جامعة بغداد.